# 蔵銀枠
蔵銀枠(くらぎんわく)とは、契約初年度に予定新契約費をすべて費消し、これを全保険期間にわたって償却すると考えて計算した予定事業費枠である。責任準備金の積立との関係でいえば、全期チルメル式予定事業費枠ということができる。以前、蔵銀通達第1483号「保険会社の経費削減について」に計算方法が定められていたことから、この名称がある。なお、保険会社によっては、大蔵枠と呼ぶ場合もある。